# Danh sách sinh vật định danh theo Việt Nam
Danh sách sinh vật đặt tên theo tên gọi của Việt Nam:

## Chi
1. Vietnamaptera: chi côn trùng cánh nửa với một loài ở Việt Nam Vietnamaptera bogiessa[1] và 3 loài ở Trung Quốc (Vietnamaptera quarta, Vietnamaptera secunda, Vietnamaptera tertia)[2]
2. Vietnamocalamus: chi thực vật với loài duy nhất, Vietnamocalamus catbaensis
3. Vietnamocasia: chi Ráy với loài duy nhất Vietnamocasia dauae
4. Vietnamosasa: chi thực vật với 3 loài Vietnamosasa ciliata, Vietnamosasa darlacensis và Vietnamosasa pusilla
5. Vietnamochloa: loài duy nhất Vietnamochloa aurea
6. Vietnamodes: 3 loài V. adelinae – V. dogueti – V. unicispina
7. Vietnamophryne: 4 loài V. inexpectata, V. occidentalis, V. orlovi và V. vuquangensis
8. Rubovietnamia: chi thực vật gồm ít nhất 3 loài trong Họ Thiến thảo[3]

1. 1. Phân chi Vietnamoprotaetia của chi Protaetia, phân họ Cetoniinae, chwas 2 loài P. aeneipes – P. sericophora. Chi Protaetia còn có loài Protaetia vietnamica

## Loài

### Annamensis
1. Abacetus annamensis
2. Aegithalos annamensis
3. Agelasta annamensis
4. Alstonia annamensis
5. Ancyra annamensis
6. Anthracus annamensis
7. Apogonia annamensis
8. Arachnis annamensis
9. Autoserica annamensis
10. Coptops annamensis
11. Corybas annamensis
12. Dasyvalgus annamensis
13. Demonax annamensis
14. Edwardsia annamensis
15. Garrulax annamensis
16. Halpe annamensis
17. Herpestes urva annamensis
18. Hebius annamensis - Parahelicops annamensis
19. Hydnocarpus annamensis
20. Hypopicus hyperythrus annamensis
21. Lagynochthonius annamensis
22. Magnolia annamensis
23. Mauremys annamensis
24. Megalaima annamensis hay Psilopogon annamensis [4]
25. Metaegosoma annamensis
26. Metolinus annamensis
27. Microhyla annamensis
28. Nemanthus annamensis
29. Neopanorpa annamensis
30. Neuwiedia annamensis
31. Nomascus annamensis
32. Obereopsis annamensis
33. Orthogonius annamensis
34. Parahyllisia annamensis
35. Polyphylla annamensis
36. Prohimerta annamensis
37. Pseudoisarthrus annamensis
38. Pteruthius annamensis
39. Rhacophorus annamensis
40. Renanthera annamensis
41. Thermistis annamensis
42. Wrightia annamensis
43. Zemeros flegyas annamensis

### Annamense
1. Adenosma annamense
2. Adiantum annamense
3. Antidesma annamense
4. Antrophyum annamense
5. Campylium annamense
6. Capillipedium annamense
7. Dendrobium annamense
8. Ectropothecium annamense
9. Elaphoglossum annamense
10. Eriocaulon annamense
11. Erythroxylum annamense
12. Glyptopetalum annamense
13. Isopterygium annamense
14. Ixodonerium annamense
15. Leucoloma annamense
16. Macromitrium annamense
17. Palaquium annamense
18. Poikilospermum annamense
19. Platostoma annamense
20. Saprosma annamense
21. Stereospermum annamense
22. Thrixspermum annamense
23. Trichosteleum annamense

### Annamiticus
1. Hyelaphus annamiticus (Đồng nghĩa: Axis porcinus annamiticus)
2. Gnomulus annamiticus
3. Lamproptera meges annamiticus
4. Myotis annamiticus
5. Phelotrupes annamiticus
6. Strobilanthes annamiticus
7. Tabanus annamiticus

### Sinovietnamicum
1. Disporum sinovietnamicum[5]

### Vietnamia
1. Vietnamia, chi họ bọ ba thuỳ, hiện có duy nhất một loài V. yushanensis

### Vietnamica
1. Asioreicheia vietnamica[6]
2. Begonia sino-vietnamica[7]
3. Curuzza vietnamica[8]
4. Gasterostena vietnamica
5. Hartemita vietnamica[9]
6. Ichneumenoptera vietnamica[10]
7. Neostatherotis vietnamica[11]
8. Paradoxecia vietnamica
9. Probles vietnamica[12]
10. Protaetia vietnamica
11. Protoplotina vietnamica[13]
12. Roynortonia vietnamica[14]
13. Uroobovella vietnamica[15]
14. Zeuxinella vietnamica

### Vietnamensis
1. Aleochara vietnamensis
2. Angulobaloghia vietnamensis (ve bét)
3. Antheraea vietnamensis
4. Artabotrys vietnamensis
5. Belisana vietnamensis[16][17][18]
6. Bronchocela vietnamensis
7. Chalcovietnamicus vietnamensis
8. Compsocommosis vietnamensis[19]
9. Cupressus vietnamensis
10. Dentocreagris vietnamensis
11. Dixonius vietnamensis
12. Euconnus vietnamensis
13. Formosiepyris vietnamensis[20]
14. Gekko vietnamensis
15. Hexachaetus vietnamensis[21]
16. Heydoniella vietnamensis[22]
17. Mallinella vietnamensis[23]
18. Neoschoengastia vietnamensis[24]
19. Paracobanocythere vietnamensis[25]
20. Phaonia vietnamensis
21. Phycocalidia vietnamensis
22. Ophiopogon vietnamensis
23. Robiquetia vietnamensis
24. Stephanitis (Norba) vietnamensis[26]
25. Sthulapada vietnamensis[22]
26. Stenohya vietnamensis
27. Tetrablemma vietnamensis
28. Xestoleberis vietnamensis.[27]

### Vietnamense
1. Aspinatimonomma vietnamense
2. Bulbophyllum vietnamense
3. Chryseobacterium vietnamense
4. Craibiodendron vietnamense
5. Cyathostemma vietnamense
6. Dendrobium vietnamense
7. Lachnoderma vietnamense
8. Leucocraspedum vietnamense
9. Elatostema vietnamense
10. Paphiopedilum vietnamense
11. Pithecellobium vietnamense
12. Placolobium vietnamense
13. Spatoglossum vietnamense
14. Sphaerodorum vietnamense
15. Theloderma vietnamense
16. Tetrablemma vietnamense
17. Trichosteleum vietnamense
18. Vaccinium vietnamense

### Vietnamicum
1. Aeolosoma vietnamicum loài động vật chi Aeolosoma, Aeolosomatidae, Aphanoneura, Annelida.[28]
2. Mimochelidonium vietnamicum[29]